# Chrysler 200
200 je novi model Chryslera predstavljen 2010. godine kao zamjena za Sebring. Proizvodi se kao limuzina i kabriolet. Motori su 2.4 L četverocilindraš povezan s 4 ili 6 automatskim mjenjačem. Osim toga u ponudi je novi 3.6 L V6 povezan s 6 automatskim mjenjačem. Razvija 283 ks i 350 Nm. Premda je 200 novi model, platforma je preuzeta s prethodnika ali je mnogo nadograđena. 200 ima prednji pogon, poboljšanu suspenziju, bolje materijale, novi dizajn. Proizvodi se u Michiganu.